# Ian Woosnam
Ian Harold Woosnam (født 2. marts 1958 i Oswestry, England) er en walisisk golfspiller, der (pr. september 2010) står noteret for 47 sejre gennem sin professionelle karriere. Hans bedste resultat i en Major-turnering er hans sejr ved US Masters i 1991.
Woosnam har hele 8 gange, i 1983, 1985, 1987, 1989, 1991, 1993, 1995 og 1997, repræsenteret det europæiske hold ved Ryder Cup. Desuden førte han som kaptajn holdet til sejr i turneringen i 2006-udgaven.